# 野麻科
野麻科又名羽叶麻科，只有1属2种，分布在暖温带地区。其中剃刀草（Datisca cannabina）分布在中亚和西亚的小亚细亚半岛周围；北美假大麻（Datisca glomerata）分布在北美洲西海岸。
本可4植物为高大草本，可以高达2米，复叶互生；花小单性，生长在花轴上，雄花花瓣3–9，雌花3–8。
1981年的克朗奎斯特分类法将本属和四数木科合并在一起，属于堇菜目，1998年根据基因亲缘关系分类的APG 分类法将其单独列为一个科，和四数木科一起放在葫芦目中。